# Новомихайловский сельсовет (Оренбургская область)
Новомихайловский сельсовет — сельское поселение в Александровском районе Оренбургской области Российской Федерации.
Административный центр — село Новомихайловка.

## История
Статус и границы сельского поселения установлены Законом Оренбургской области от 9 марта 2005 года № 1892/320-III-ОЗ «О муниципальных образованиях в составе муниципального образования Александровский район Оренбургской области»

## Население
| 2010 | 2012 | 2013 | 2014 | 2015 | 2016 | 2017 |
| ---- | ---- | ---- | ---- | ---- | ---- | ---- |
| 670  | ↘658 | ↘638 | ↗648 | ↘639 | ↘629 | ↘610 |
| 2018 | 2019 | 2020 | 2021 |      |      |      |
| ↘602 | →602 | ↘575 | ↘564 |      |      |      |

## Состав сельского поселения
| № | Населённый пункт | Тип населённого пункта       | Население |
| - | ---------------- | ---------------------------- | --------- |
| 1 | Актыново         | село                         | 98        |
| 2 | Исянгильдино     | село                         | 297       |
| 3 | Новомихайловка   | село, административный центр | 275       |